# Laelia anceps
Laelia anceps är en orkidéart som beskrevs av John Lindley. Laelia anceps ingår i laeliasläktet som ingår i familjen orkidéer.

## Underarter
Arten delas in i följande underarter:
- L. a. anceps
- L. a. dawsonii

## Bilder

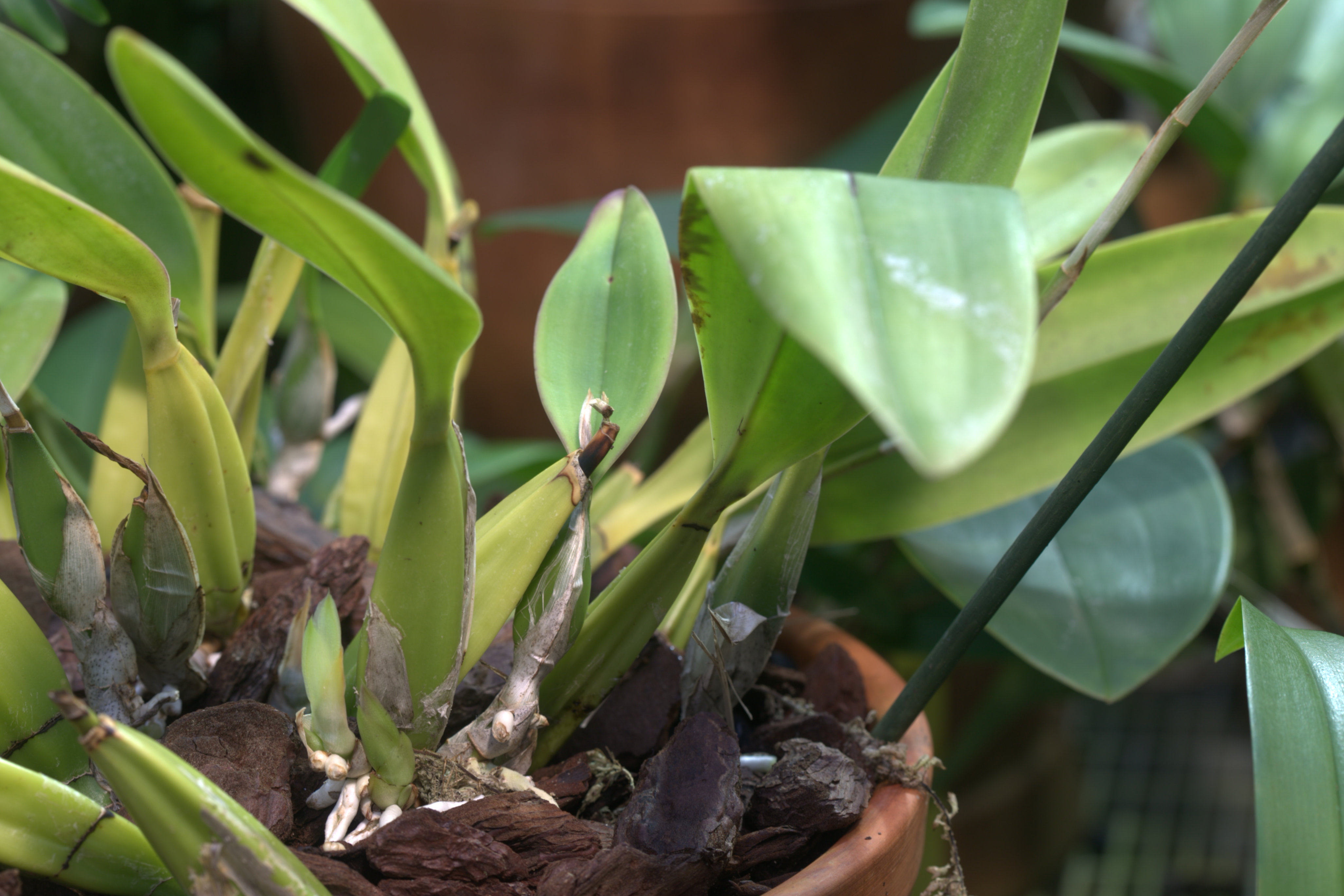
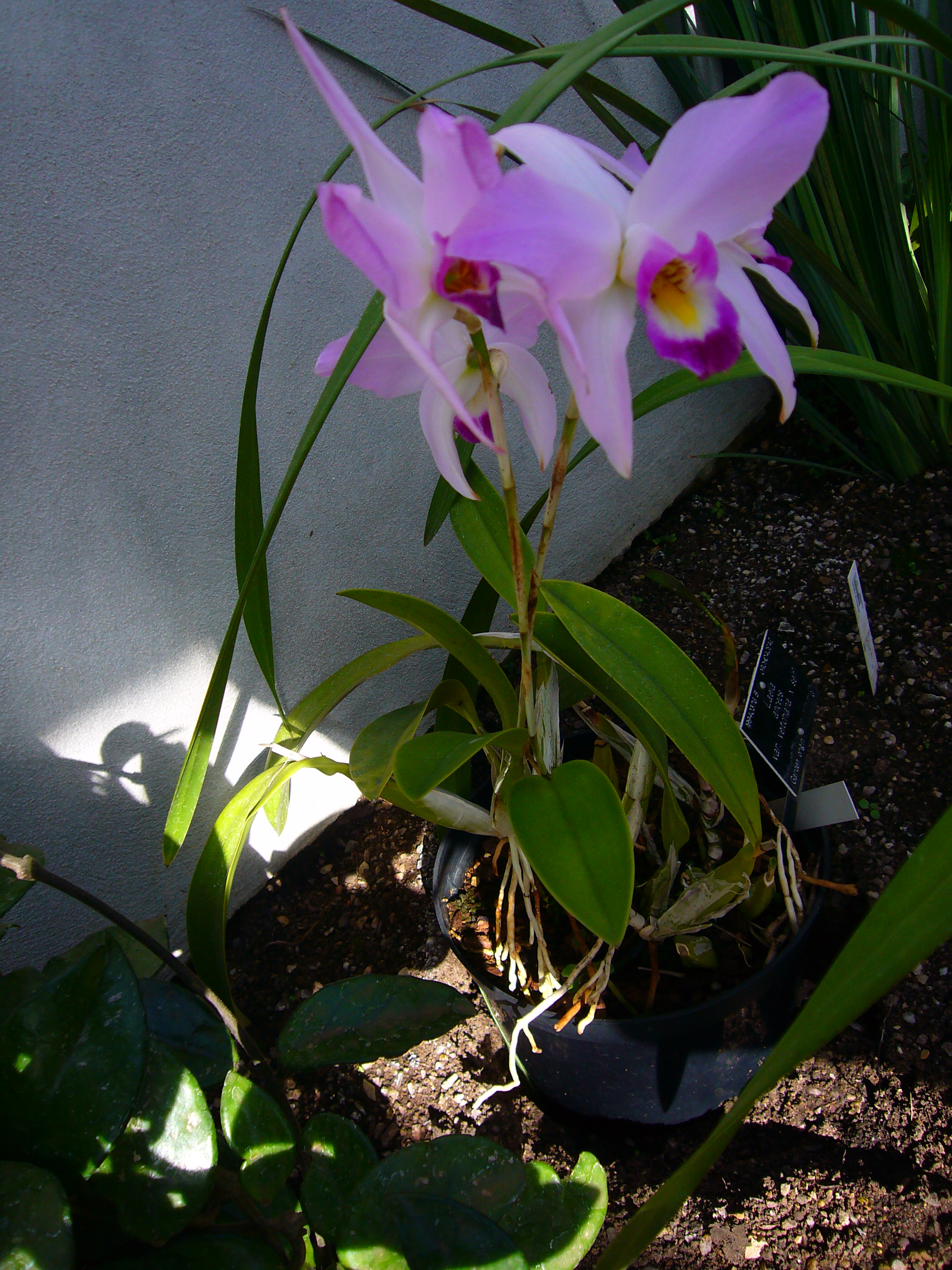
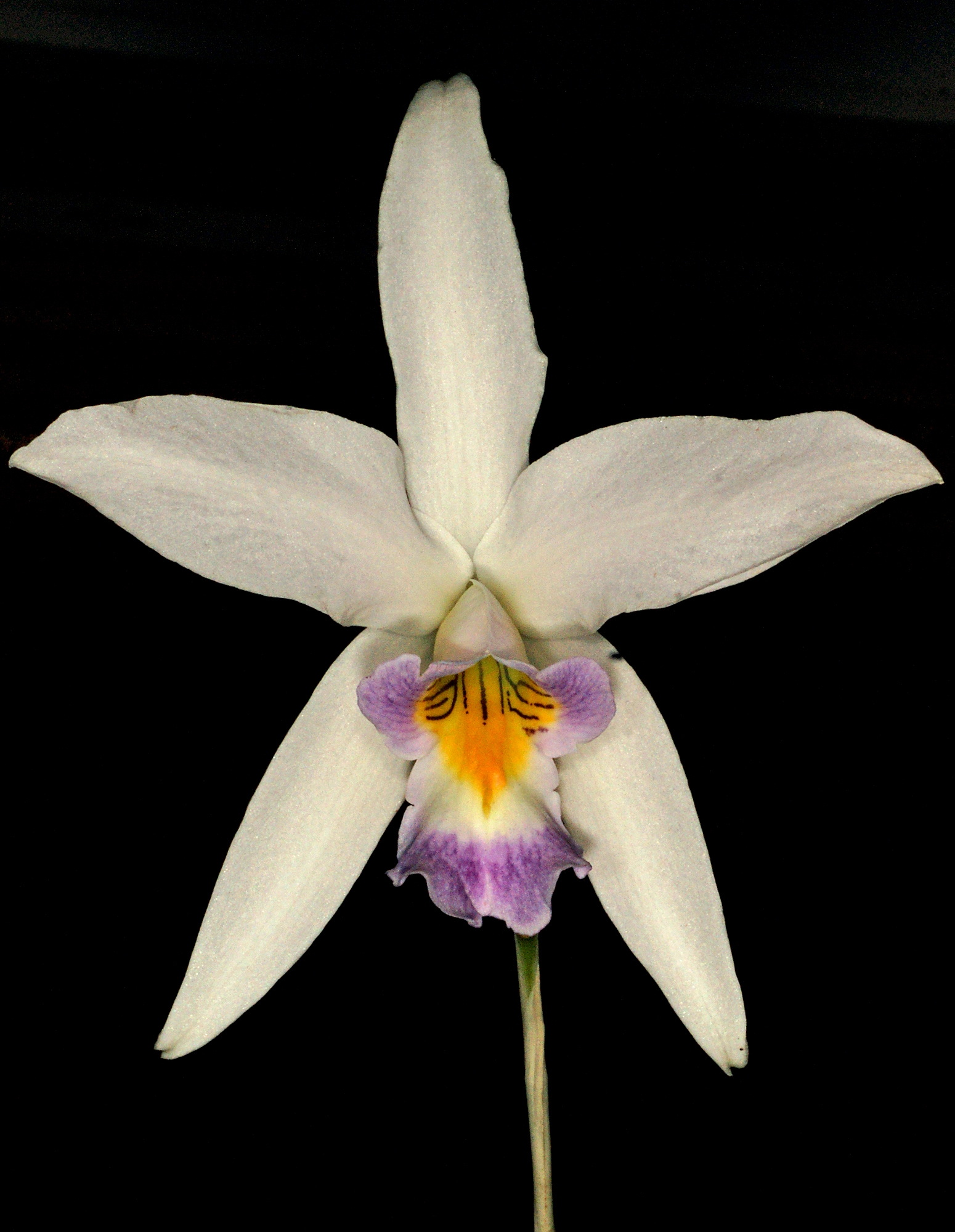
var. veitchiana
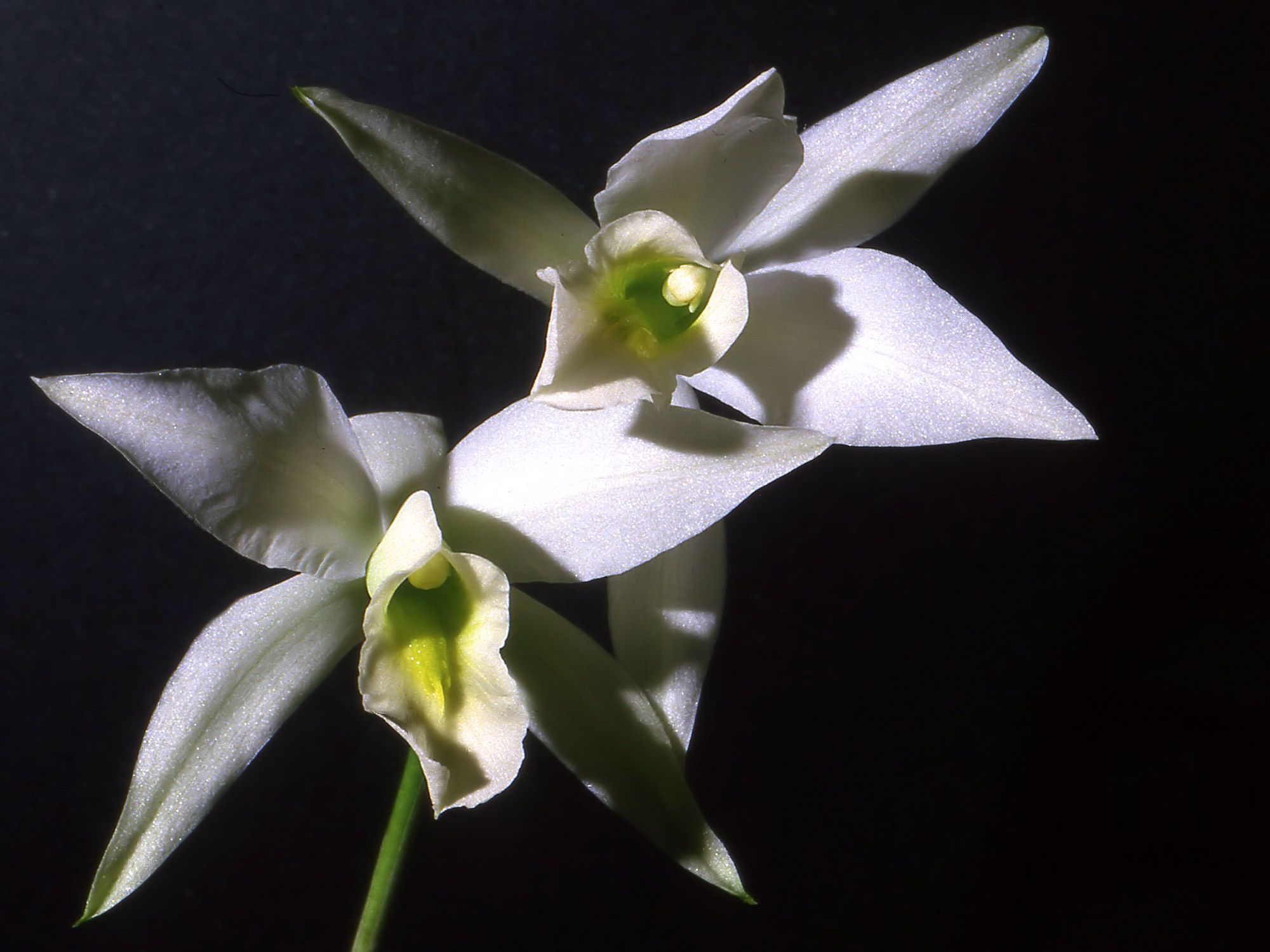
var. alba